# Římskokatolická farnost Hrádek
Římskokatolická farnost Hrádek je jedno z devíti územních společenství římských katolíků ve vlašimském vikariátu s farním kostelem sv. Matouše na Hrádku.

## Ustanovení ve farnosti
- P. Jiří Ptáček MIC – farář
- P. ThMgr. Jerzy Cymanowski MIC – kaplan[2]

## Historie farnosti
Nejstarší zmínka o hrádecké farnosti je z roku 1356, kdy bratři Markvart a Bohuslav z Hrádku ustanovili za faráře kněze Václava z Dobřan, který farnost převzal po faráři Jakubovi, nejstarší zmínka o kostele svatého Matouše je ještě o šest let starší. Z následujících farářů jsou známi: Vít (do roku 1386), Jan (1386), Racek (Raczko) (1386–1391), Jan (1391–1392), Petr (1392–1394), Jakub (1394), Martin (1396–1414), Petr (1414–1416), Zikmund (1416–1417), Prokop a Ondřej (1417).
V husitských bouřích farnost zanikla a území spravovali děkani z Vlašimi. Zprávy ze sedmnáctého století však dokládají, že hrádecký kostel byl i přesto hojně navštěvovaný věřícími, zejména kvůli úctě k dřevěné soše Panny Marie, k níž se ve svátek Navštívení konala procesí z Vlašimi a okolí. Poutě na Hrádek ještě zintenzivněly po roce 1763, kdy podle farní kroniky pobožnost vykonaná před zmíněnou sochou uzdravila do té doby rozumu zbaveného věřícího. Z darů věřících byl opravován a zvelebován kostel.
V roce 1787 byla na Hrádku zřízena lokálie, nad níž měla patronát Vlašim, prvním lokalistou byl vlašimský kaplan Jan Antonín Šafránek (1787 † 1797). Po něm řídili duchovní správu Václav Nepomuk Hamonn (1797–1798), Blažej Demuth z františkánského kláštera u Panny Marie Sněžné v Praze (1798–1813), Václav Jičínský (1813–1844, † 1874 v Praze) a Antonín Norbert Vlasák (1844–1886), během jehož správy byla v roce 1855 hrádecká lokálie povýšena na farnost. František V. Kamarýt, který vedl farnost po roce 1886, je autorem spisu o hrádeckém poutním místě.
30. srpna 2001 byla farnost svěřena do správy Kongregace kněží mariánů, k 1. lednu 2008 byly přifařeny Radošovice a Trhový Štěpánov. Matriční knihy jsou vedeny od roku 1799.

## Kostely farnosti
| Kostel                             | Místo             | Bohoslužba                   | Bohoslužba                                      | Poznámka        |
| ---------------------------------- | ----------------- | ---------------------------- | ----------------------------------------------- | --------------- |
| Kostel svatého Matouše             | Hrádek            | neděle středa sobota         | 09.45 16.00 (17.00) 14.30 (15.30) 15.30 (16.30) | farní kostel    |
| Kaple Panny Marie                  | Ctiboř            | neslouží se pravidelně       | neslouží se pravidelně                          | kaple           |
| Kaple Nejsvětější Trojice          | Libež             | neděle čtvrtek               | 12.30 17.00 (18.00)                             | kaple           |
| Kaple svatého Jana Nepomuckého     | Nemíž             | neslouží se pravidelně       | neslouží se pravidelně                          | kaple           |
| Kaple Nejsvětějšího Srdce Ježíšova | Petříny           | neslouží se pravidelně       | neslouží se pravidelně                          | kaple           |
| Kostel svatého Víta                | Radošovice        | neděle čtvrtek pátek         | 11.00 18.00 (19.00)                             | filiální kostel |
| Kaple svatého Václava              | Slověnice         | neděle                       | 11.00                                           | kaple           |
| Kostel svatého Bartoloměje         | Trhový Štěpánov   | neděle pondělí, úterý, pátek | 08.30 18.00                                     | filiální kostel |
| Kostel svatého Prokopa             | Tehov             | neděle                       | 14.30                                           | filiální kostel |
| Kaple Panny Marie Sedmibolestné    | Javorník          | neděle                       | 14.30                                           | kaple           |
| Kaple svatého Václava              | Kladruby          | neděle                       | 14.30                                           | kaple           |
| Kaple svatého Jana Nepomuckého     | Chlum             | neděle                       | 14.30                                           | kaple           |
| Kaple svatého Antonína Paduánského | Bílkovice         | neděle                       | 11.00                                           | kaple           |
| Kaple svatého Václava              | Štěpánovská Lhota | neslouží se pravidelně       | neslouží se pravidelně                          | kaple           |
| Kaple Nejsvětější Trojice          | Dalkovice         | neslouží se pravidelně       | neslouží se pravidelně                          | kaple           |